# NGC 4029
NGC 4029 é uma galáxia espiral barrada (SBb) localizada na direcção da constelação de Virgo. Possui uma declinação de +08° 10' 56" e uma ascensão recta de 12 horas, 00 minutos e 03,2 segundos.
A galáxia NGC 4029 foi descoberta em 25 de Março de 1865 por Albert Marth.